# (1127) Mimi
(1127) Mimi (désignation provisoire 1929 AJ) est un astéroïde de la ceinture principale, découvert le 13 janvier 1929 par l'astronome belge Sylvain Arend depuis l'observatoire royal de Belgique à Uccle.
Son nom est une référence à la femme de l'astronome belge Eugène Joseph Delporte.